# سینامیک اسید
سینامیک اسید (به انگلیسی: Cinnamic acid) یک ترکیب شیمیایی با شناسه پاب‌کم ۴۴۴۵۳۹ است.
سینامیک اسید، یک اسید چرب معطر طبیعی است که مصرف طولانی مدت ان با سمیت کمی برای انسان همراه است.
آزمایش‌ها نشان می‌دهد که سینامیک اسید باعث یاخته‌ایستایی (سیتوستاز) و توقف خواص بدخیم سلول‌های تومور سرطانی در انسان در شرایط آزمایشگاهی می‌شود. غلظت بین ۱ تا ۴٫۵ میلی‌متر سینامیک اسید باعث کاهش ۵۰٪ تکثیر سلولی (IC50) در سلول‌های سرطانی گلیوبلاستوما، ملانوم، سرطان پروستات و سرطان ریه می‌شود. با استفاده از سلول‌های ملانوم به عنوان یک مدل، ما متوجه شدیم که سینامیک اسید باعث تمایز سلول به عنوان تغییرات ریخت‌شناختی و افزایش تولید ملانین می‌شود.